# Levene-próba
A statisztikában a Levene-próba egy következtető statisztikai eljárás, amit két vagy több változó szóráshomogenitásának megállapítására használnak. Előfeltétele a legalább intervallumszinten mért változó vagy változók.
Számos gyakran használt statisztikai eljárás azt feltételezi, hogy a populációk szórása, melyekből vesszük mintáinkat, egyenlőek. A Levene-próba ezt az állítást ellenőrzi. Ezen kívül használhatjuk önmagában is eljárásként, amikor azt akarjuk megválaszolni, hogy egy populációból vett két alminta között azonos-e a szórás, vagy sem. A nullhipotézis, hogy a populációk szórása egyenlő (szóráshomogenitás). Mint minden hipotézisvizsgálat esetében, ha a Levene-próba p-értéke kisebb a szignifikanciaszintjénél (pl. 0,05-nél), valószínűsíthetjük, hogy az eltérő szórás nem magyarázható az azonos varianciájú populációkból vett minták véletlenszerűségével. Ennélfogva a nullhipotézist elvethetjük és következtethetünk rá, hogy van különbség a vizsgált populációk szórásában. Megjegyzendő azonban, hogy a szóráshomogenitást vizsgálata sok esetben eltérő számú csoportoknál érdemes vizsgálni (de azonos elemszámúaknál is hasznos lehet.
Néhány statisztikai eljárás jellemzően szóráshomogenitást feltételez, aminek megállapításához a Levene-próbát használhatjuk. Ilyen eljárás a t-próba és a varianciaanalízis is. Ha előfeltétel ellenőrzésére használjuk a Levene-próbát, és szignifikáns az eredménye, ajánlott átváltani olyan statisztikai eljárásra, mely nem feltételez szóráshomogenitást (ez gyakran nem parametrikus próbák használatát igényli).

## Definíció
A W statisztikai a következőképp van definiálva:
{\displaystyle W={\frac {(N-k)}{(k-1)}}{\frac {\sum _{i=1}^{k}N_{i}(Z_{i\cdot }-Z_{\cdot \cdot })^{2}}{\sum _{i=1}^{k}\sum _{j=1}^{N_{i}}(Z_{ij}-Z_{i\cdot })^{2}}},}
ahol
- {\displaystyle k} a csoportok száma, melyekhez a megfigyelt minták tartoznak
- {\displaystyle N_{i}} a gyakoriság száma az {\displaystyle i}-edik számú csoportban
- {\displaystyle N} az összes gyakoriság száma minden csoportban
- {\displaystyle Y_{ij}} az i-edik csoportból vett j-edik gyakoriság változójának értéke
- {\displaystyle Z_{ij}={\begin{cases}|Y_{ij}-{\bar {Y}}_{i\cdot }|,&{\bar {Y}}_{i\cdot }{\text{ az }}i{\text{-edik csoport átlaga}},\\|Y_{ij}-{\tilde {Y}}_{i\cdot }|,&{\tilde {Y}}_{i\cdot }{\text{ az }}i{\text{-edik csoport mediánja}}.\end{cases}}}

(megjegyzés: A fenti kép a két definíciót tartalmazza, az egyik az átlagot, a második a mediánt tartalmazza)
(Mindkettő definíciót használják, habár a második, szigorú kritériumokkal a Brown–Forsythe-próbának felel meg - lentebb látható a két eljárás összehasonlítása).
- {\displaystyle Z_{i\cdot }={\frac {1}{N_{i}}}\sum _{j=1}^{N_{i}}Z_{ij}} a {\displaystyle Z_{ij}} átlaga az {\displaystyle i}-edik csoportban,
- {\displaystyle Z_{\cdot \cdot }={\frac {1}{N}}\sum _{i=1}^{k}\sum _{j=1}^{N_{i}}Z_{ij}} az összes  {\displaystyle Z_{ij}} átlaga.

A W próbastatisztika megközelítőleg F-eloszlású k-1 és N-k szabadságfokkal, ennélfogva az eredménye a W statisztikának az {\displaystyle F(\alpha ,k-1,N-k)} érték, ahol F az F-eloszlás kvantilise, k-1 és N-k szabadságfokkal, ahol az {\displaystyle \alpha } a választott szignifikanciaszint (általában 0.05, vagy 0.01 az értéke).

### Összehasonlítás a Brown–Forsythe-próbával
A Brown–Forsythe-próba a mediánt használja az átlag helyett a terjedelem kiszámításában mindegyik csoportnál (<math> \bar{Y}</math> vs. <math> \tilde{Y}</math>, feljebb). Az, hogy melyik próbát választjuk ki a szóráshomogenitás ellenőrzéséhez, a vizsgált mintánk tulajdonságain múlik; a Brown–Forsythe-próba egy robusztus eljárás, mely nem normális eloszlású minták esetén kínál jó statisztikai erőt. Ha tudjuk, hogy a mintánk milyen eloszlású, könnyedén ki tudjuk választani a helyes eljárást. Brown és Forsythe Monte Carlo módszerrel készült tanulmányokat készített, melynek eredményei alapján Cauchy-eloszlás esetén a trimmelt átlaggal, khí-négyzet eloszlás (4-es szabadságfokkal) esetén a mediánnal számolás (Brown–Forsythe-próba) teljesített a legjobban. Az átlaggal való számolás (Levene-próba) a legjobb statisztikai erőt szimmetrikus, normál eloszlású minták esetén mutatta.

### Hátrányok
Egy minta vizsgálatánál a szóráshomogenitás akkor számít igazán, ha a vizsgált csoportok mérete jelentősen eltér egymástól. Ha a vizsgált csoportok mérete nagyjából egyenlő, a szóráshomogenitás értéke . A Levene-próba azonban általában nagy és azonos csoportméreteknél erős statisztikailag, kis méretű, eltérő elemszámú csoportoknál nem. Ennélfogva a Levene-próba akkor működik igazán jól, amikor nem számít jelentősen a szórásegyezés. Végezetül, amennyiben nem jönne létre a szfericitás feltétele, lehetőségünk van nem parametrikus eljárások használatára (például Welch-próba használata T-próba helyett).

### Levene-próba használata SPSS-ben
SPSS-ben a szórásegyezést legkönnyebben úgy tudjuk ellenőrizni, ha olyan statisztikai próbát használunk, aminek előfeltétele a szórásegyezés (feltételezve a normál eloszlást). Egy kétmintás T-próbánál tehát a következőképp tehetjük meg a szórásegyezés ellenőrzését:
Analyze -> Compare Means -> Independent Samples T test
Ezt követően a vizsgált és a csoportosító változó meghatározása után az Options menüpontra kattintva, a Statistics szekcióban pipáljuk ki a „Homogenity of variance test” rubrikát. Az outputban így megjelenik egy külön oszlop a Levene-próbának („Levene’s Test for Equality of Variances” oszlop), benne az F érték (a próba ereje) és a szignifikancia értéke (Sig.).